# بخش لیک (شهرستان اشلند، اوهایو)
بخش لیک (به انگلیسی: Lake Township) یک منطقهٔ مسکونی در ایالات متحده آمریکا است که در شهرستان اشلند، اوهایو واقع شده‌است.
 بخش لیک ۵۲٫۱ کیلومتر مربع مساحت و ۶۹۰ نفر جمعیت دارد و ۳۳۱ متر بالاتر از سطح دریا واقع شده‌است.